# Bedřich Krátkoruký
Bedřich Krátkoruký (8. října 1913 Hořátev – 15. ledna 1943 Lamanšský průliv u ostrova Portland) byl český vojenský pilot Royal Air Force v období druhé světové války a letecké eso.

## Život

### Před druhou světovou válkou
Bedřich Krátkoruký se narodil 8. října 1913 v Hořátvi na nymbursku, jeho rodina se záhy přestěhovala do Byšiček. Započal studium na reálném gymnáziu v Nymburku, ale nedokončil jej. Po úmrtí matky byl nucen postarat se o rodinné hospodářství. Nastoupil prezenční vojenskou službu, kde absolvoval základní letecký výcvik. Následně vystudoval Vojenskou akademii ve Vyškově a poté sloužil u Leteckého pluku 4 v Hradci Králové, kde absolvoval stíhací výcvik.

### Druhá světová válka

#### Francie
Po německé okupaci opustil Bedřich Krátkoruký 15. července 1939 ilegálně Protektorát Čechy a Morava a přes Polsko odešel do Francie. Zde byl 2. října v Paříži prezentován u zde vznikající československé jednotky v zahraničí a následně zařazen k francouzskému letectvu. Po výcviku na francouzskou leteckou techniku v Chartres byl přidělen ke stíhací jednotce GC III/3. Zúčastnil se bitvy o Francii, během které bojoval na stroji Morane-Saulnier MS.406. Na své konto zapsal dva sestřely ve spolupráci a jeden pravděpodobný, poté byl sám nucen po zásahu nouzově přistát. Na stroji Dewoitine D.520 následně dosáhl ještě jednoho sestřelu ve spolupráci. Po pádu Francie v červnu 1940 se přes severní Afriku a Gibraltar evakuoval do Spojeného království. 

#### Spojené království
Ve Spojeném království byl Bedřich Krátkoruký přijat do Royal Air Force a po zaškolení na britskou leteckou techniku v Usworthu byl 3. října 1940 zařazen k 1. stíhací peruti. První operační turnus, během kterého zaznamenal dva sestřely, ukončil 1. ledna 1942, následně působil jako instruktor v Hestonu. Druhý operační turnus nastoupil 24. srpna 1942 u 313. československé stíhací perutě. Dne 15. ledna 1943 se zúčastnil doprovodu bombardérů nad Cherbourg. Během otáčení formace k letu zpět se jeho stroj Supermarine Spitfire Mk.Vc AR546 srazil se strojem Josefa Bláhy. Zatímco Bláhův letoun se zřítil okamžitě, Bedřich Krátkoruký ten svůj zpočátku ovládal. Při letu jej doprovázel František Vavřínek. Asi 25 kilometrů před ostrovem Portland vysadil Bedřichu Krátkorukému motor a ten byl nucen nouzově přistát do moře. Letoun se rychle zanořil a posádka pátracího letounu již na místě nehody našla pouze prázdný nafukovací člun. Jeho tělo moře nevyplavilo. Dosáhl hodnosti podporučíka.

## Rodina
Bedřich Krátkoruký zanechal v Protektorátu snoubenku. V době jeho odchodu partneři netušili, že je těhotná. Narodila se mu dcera Hana Chybová, která svého otce nikdy neviděla. Bedřich Krátkoruký před vypuknutím druhé světové války zasílal snoubence dopisy podepsané Hanák, proto jméno Hana. Po vypuknutí války již dopisy zasílat nešlo.

## Ocenění

### Vyznamenání
- 2x Československý válečný kříž 1939
- Československá medaile Za chrabrost před nepřítelem
- Československá medaile za zásluhy I. stupně
- Pamětní medaile československé armády v zahraničí
- Croix de guerre
- Hvězda 1939–1945
- Evropská hvězda leteckých posádek
- Britská medaile Za obranu
- Válečná medaile 1939–1945

### Posmrtná ocenění
- Bedřich Krátkoruký byl v roce 1991 in memoriam povýšen do hodnosti plukovníka
- Bedřichu Krátkorukému byla v roce 2007 na rodném domě čp. 9 v Hořátvi odhalena pamětní deska[1]